# Resolució 1987 del Consell de Seguretat de les Nacions Unides
La Resolució 1987 del Consell de Seguretat de les Nacions Unides, adoptada per aclamació en reunió privada el 17 de juny de 2011 va recomanar a l'Assemblea General el nomenament de Ban Ki-moon per a un segon mandat com a Secretari General de les Nacions Unides. Aquesta recomanació va ser posteriorment ratificada per aclamació per l'Assemblea General, donant a Ban Ki-moon el càrrec de Secretari General de les Nacions Unides per al període 1 de gener de 2012 - 31 de desembre de 2016.
L'elecció de Ban no va ser disputada i les nacions havien aprovat la seva decisió immediatament. La votació es va retardar a causa dels desacords en l'agrupació regional d'Amèrica Llatina i Carib sobre si s'ha d'aprovar Ban com a únic candidat. Corea del Nord va donar el suport a la reelecció de manera no oficial.
En el procés de nominació del Secretari General, el reglament provisional del Consell de Seguretat determina que el Consell ha de triar un candidat i recomanar-lo a l'Assemblea General per a la seva votació.